# Августов

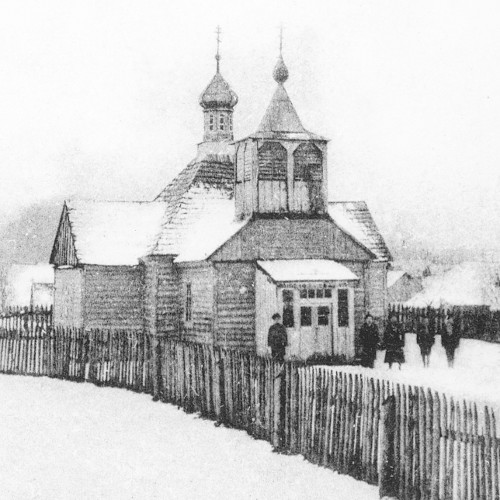
Православная церковь — (Ревиндикация)

Авгу́стов (бел. Аўгустаў, пол. Augustów, лит. Augstavo) — город на северо-востоке Польши, на Августовском канале.

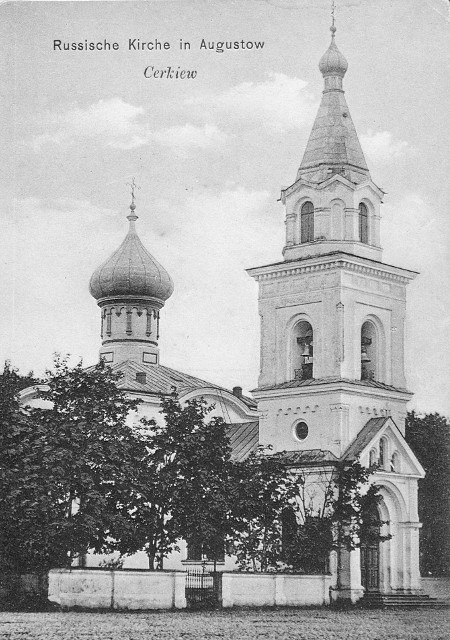
Православная церковь
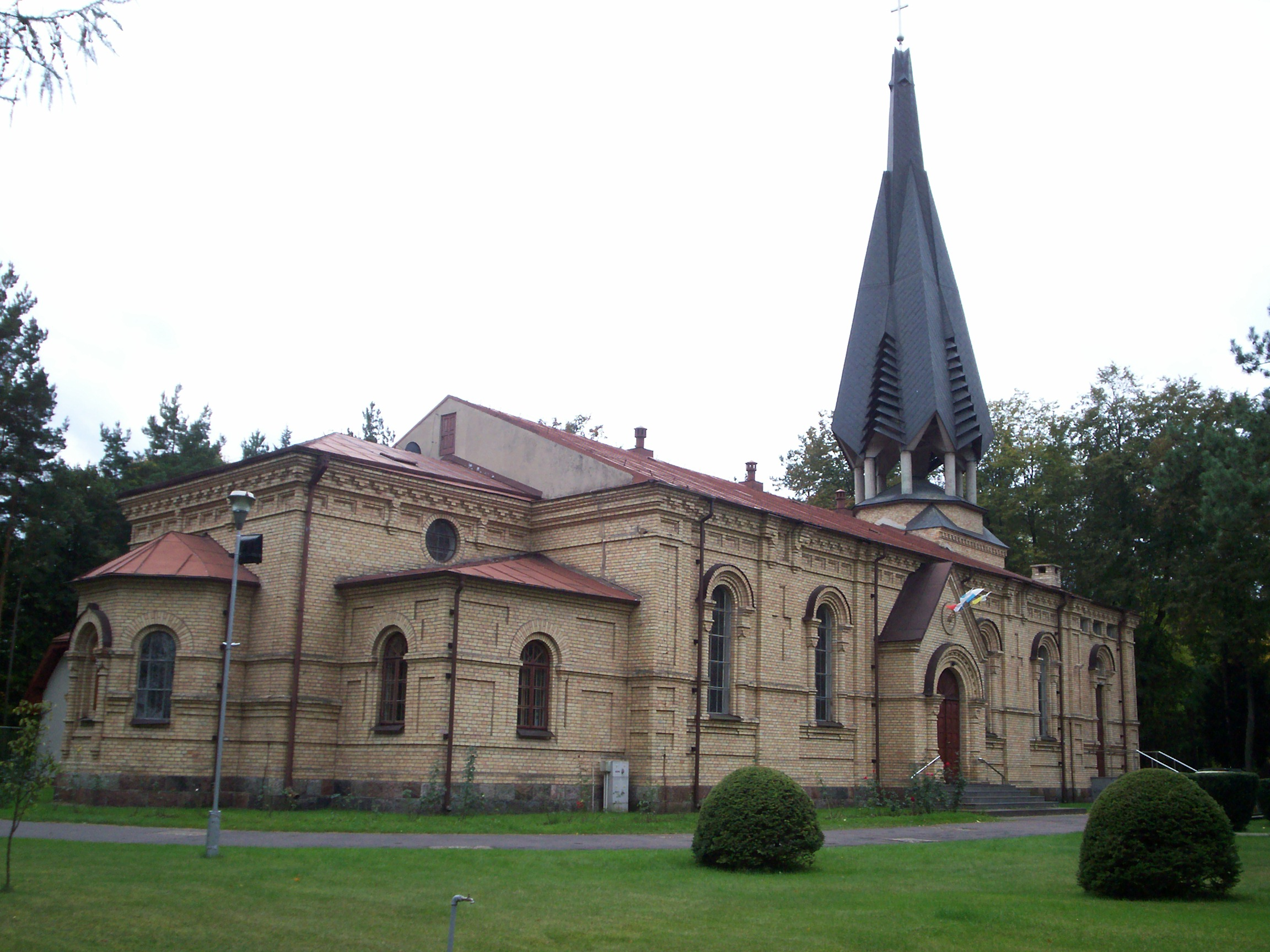
Церковь

## История
Город впервые упоминается в летописях в 1496 году. До Люблинской унии 1569 года принадлежал Великому княжеству Литовскому, а после унии вошёл в Польское королевство.
В 1795 году Августов был аннексирован Пруссией. В 1807—1815 — в составе Варшавского герцогства. После Венского конгресса в 1815 году в составе польских земель вошёл в состав Российской Империи. С этого периода Августов — провинциальный город Российской Империи в составе Августовской, затем Сувалкской губернии Царства Польского, впоследствии — Привислянского края.
В период с 1886 по 1889 года в Августове появляются здания магистрата и уездного училища (по проекту архитектора К. А. Заранека), в 1899 году была проложена железная дорога.
В 1885 году уездный город с населением 10 326 человек.
Во время Первой мировой войны 1914—1918 в районе Августова шли тяжелые бои между русской и германской армиями.
В 1919 году, в результате распада Российской империи Августов становится частью нового государства — Польской республики.
В сентябре 1939 года в ходе присоединения Западной Белоруссии к СССР включён в состав СССР, вошёл в Белостокскую область Белорусской ССР. C 15 января 1940 года — центр Августовского района.
В июне 1941 года оккупирован немецкими войсками и включён в состав Германского рейха, в состав округа Белосток, который вошёл в состав гау Восточная Пруссия. Город сильно пострадал во время Второй мировой войны. В 1944 году освобождён Красной Армией.
В 1945 году на основании договора о государственной границе между Польшей и СССР от 16 августа 1945 года (ратифицирован в 1946 году) возвращён Польше.
В настоящее время Августов — небольшой туристический город.

## Достопримечательности

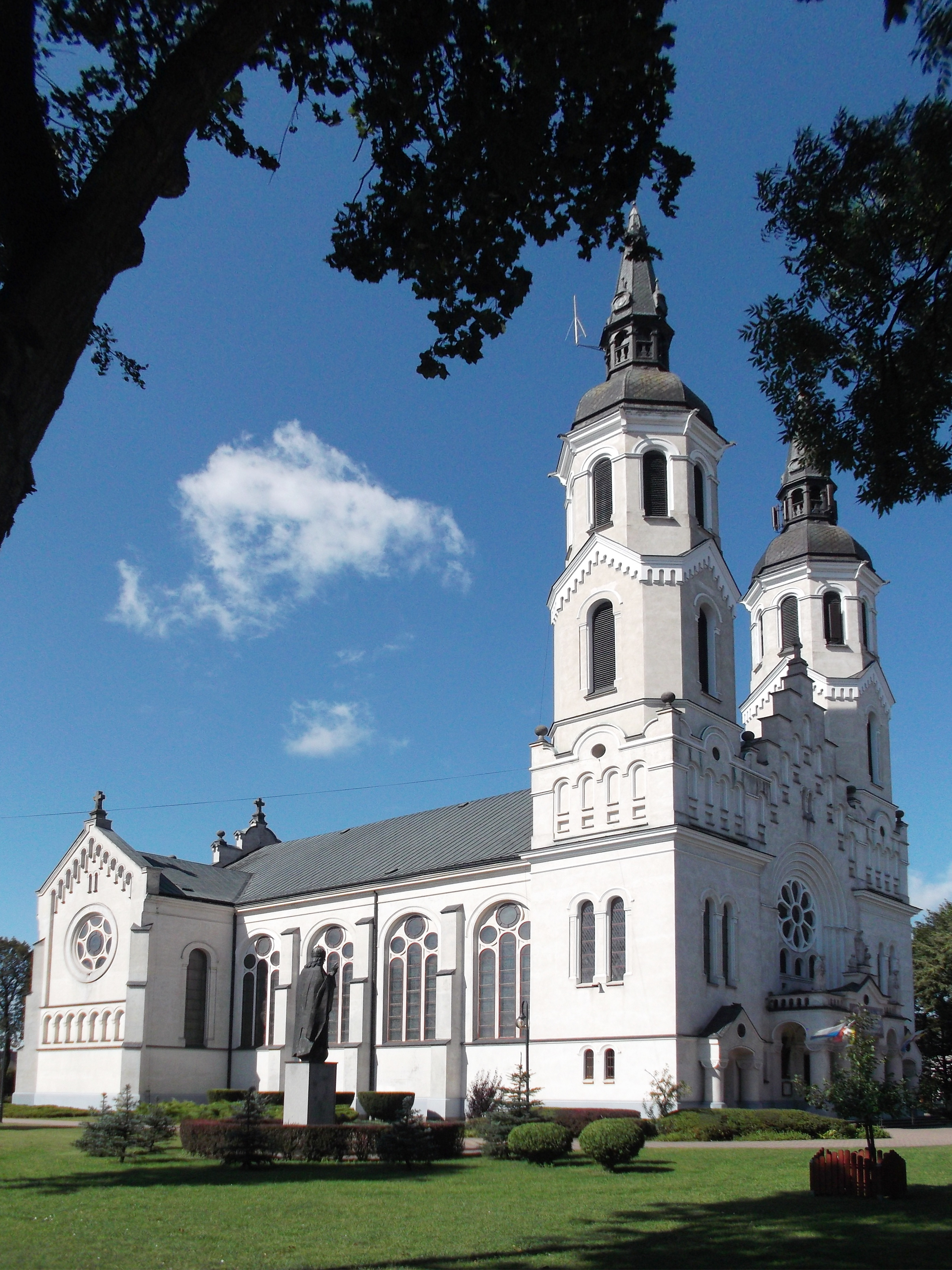
Костёл в Августове

В настоящее время Августов является туристическим курортным городом. Люди приезжают сюда, чтобы полюбоваться красивой природой Мазурских озёр. Через город проходит Августовский канал.
В городе находится кладбище советских воинов.

## Города-побратимы
- Гродно, Беларусь
- Слоним, Беларусь
- Порто-Черезио, Италия
- Туусула, Финляндия
- Рудки, Украина
- Шклярска-Поремба, Польша
- Дембица, Польша
- Супрасль, Польша

## Известные жители
- Архимандрит Неофит (Осипов) (1875—1937) — архимандрит Русской православной церкви. Канонизирован как преподобномученик.